# Екологістика
Екологістика (англ. Reverse logistics) — усі дослідження і заходи, пов'язані із здійсненням  оптимальних рішень щодо збору, зберігання, утилізації та управління  утилізацією або необтяжливою для довкілля і суспільства ліквідацією відходів різних видів.
Термін був придуманий в результаті підвищення екологічної інформованості суспільства. У світлі концепції зовнішніх витрат ланцюга поставок, що діють екологістичним чином, можна говорити, якщо у пошуках оптимальних рішень враховуються великі економічні законопроєкти ендогенних і екзогенних, прямих і непрямих впливів бізнес-процесів на довкілля.

## Екологістика як інтегрований процес
Екологістика це термін, який описує інтегрований процес, що:
- опирається на концепції управління потоками матеріалів відходів, і пов'язаною з ними інформацією,
- забезпечує знешкодження і повторне використання (рециклінг) матеріалів цього типу відповідно до прийнятих технічних правил і процедур, а також у відповідності зі стандартами і правовими вимогами щодо охорони довкілля,
- дозволяє приймати технічні та управлінські рішення, здатні звести до мінімуму негативний вплив на довкілля.

## Сфера екологістики
Діапазон дії екологістики відносно широкий. Він включає:
- просвіту суспільства в питаннях  сталого розвитку,
- організацію роздільного збору відходів
- регулярне видалення зібраних відходів,
- доставку відходів до утилізуючих підприємств,
- розміщення на спеціальних ділянках звалищ відходів, які в даний час не можуть бути утилізовані,
- спеціальну обробку  небезпечних відходів[1].

#### Ресурси Інтернету
- Экологистика [Архівовано 14 березня 2022 у Wayback Machine.]
- Сотворение глобальной логистической системы нового поколения
- ЭкоЛогистика как инструмент прямого управления ЭкоИндустрией со стороны соорганизованного ЭкоПотребителя
- Glossary of the Reverse Logistics Executive Council [Архівовано 30 листопада 2007 у Wayback Machine.]
- Définition de la Logistique Inverse

#### Виноски
1. ↑  A. Korzeniowski, M. Skrzypek: «Ekologistyka zużytych opakowań» str. 157.